# Bohdalov (Městečko Trnávka)
Bohdalov (německy Bodelsdorf) je vesnice, část obce Městečko Trnávka v okrese Svitavy. Nachází se asi 6 km na severovýchod od Městečka Trnávky. V roce 2009 zde bylo evidováno 60 adres. V roce 2001 zde trvale žilo 79 obyvatel.
Bohdalov leží v katastrálním území Bohdalov u Městečka Trnávky o rozloze 6,6 km2.

## Název
Vesnice se původně jmenovala Bohobludov (nejstarší a jediný doklad z roku 1365). Místní jméno bylo odvozeno od osobního jména Bohoblud a znamenalo "Bohobludův majetek". Od konce 14. století byla vesnice označována jako Bohdalov. Důvodem změny zřejmě byla snaha vylepšit vyznění jména. Do konce 15. století se ke jménu přidávaly přívlastky Větší a Menší, které ukazují, že se původně jednalo o dvě vsi, které splynuly v jednu. Německé jméno vzniklo z českého.

## Galerie

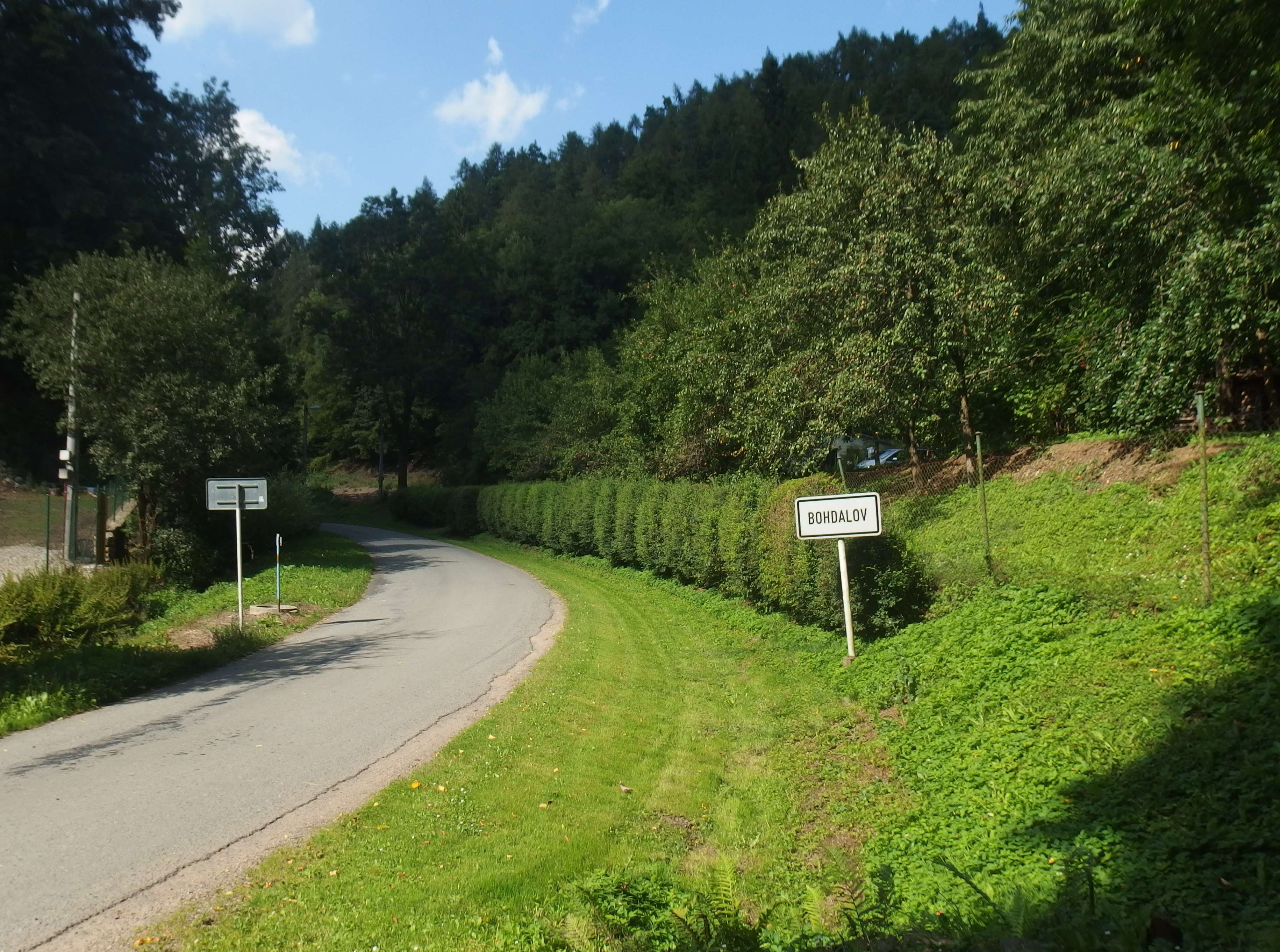
Jediný příjezd k vesnici
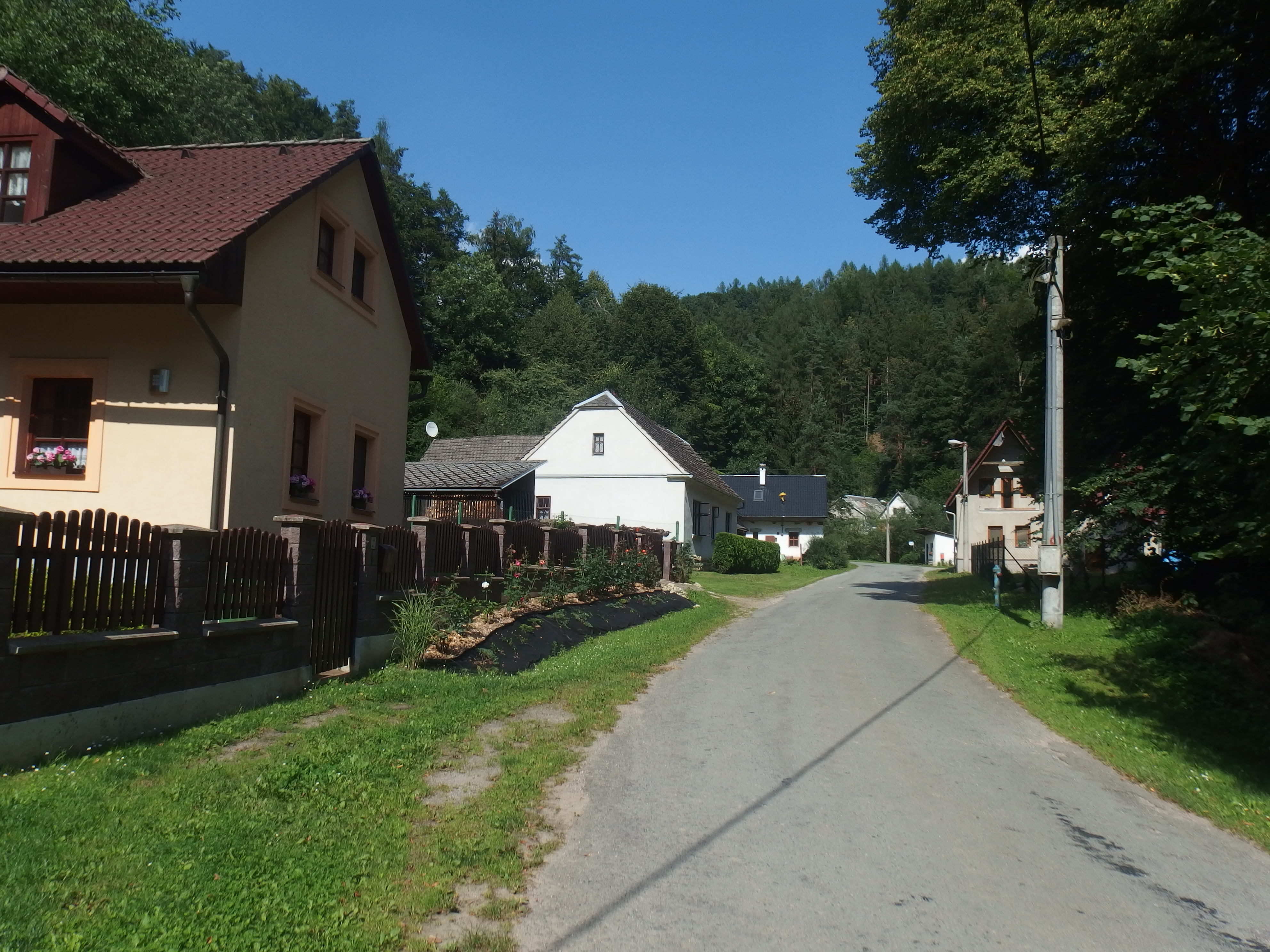
Ulice v horní části
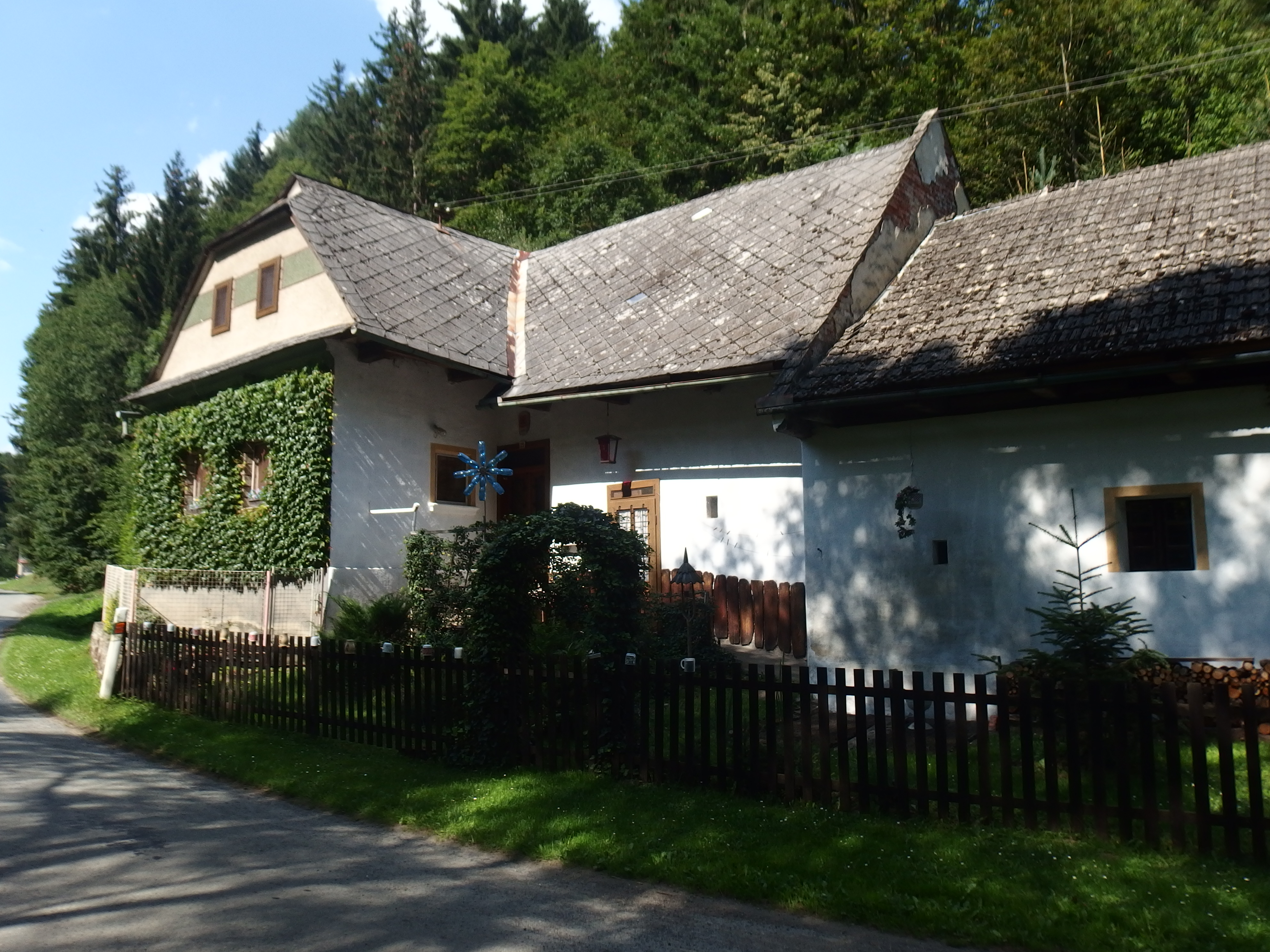
Dům č. p. 25
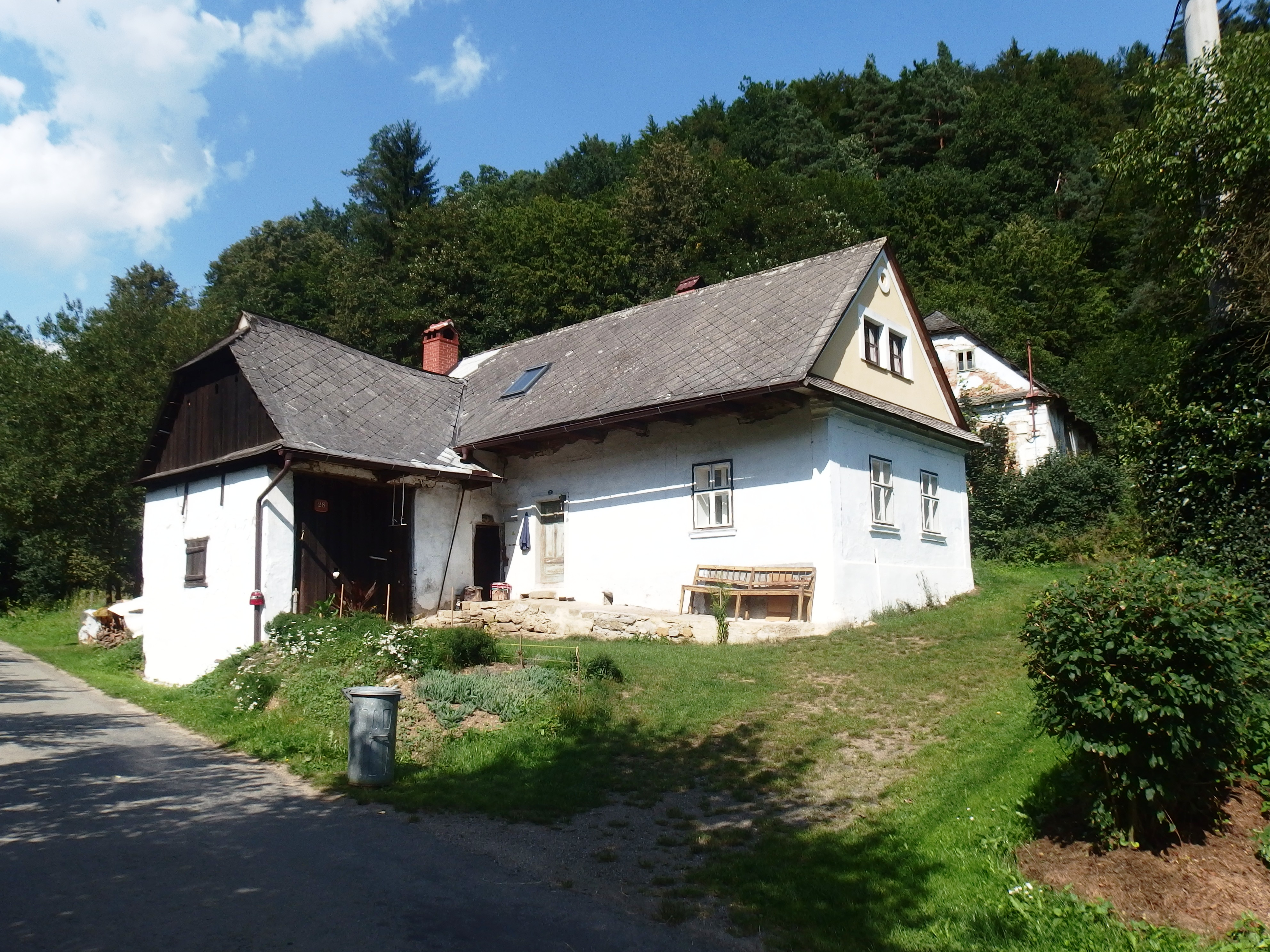
Usedlost č. p. 28